# ان‌جی‌سی ۷۰۷۴
ان‌جی‌سی ۷۰۷۴ (انگلیسی: NGC 7074) یک کهکشان عدسی شکل لبه‌ای است که در فاصله ۱۴۰ میلیون سال نوری از زمین در صورت فلکی اسب بزرگ واقع شده است. کهکشان NGC 7074 توسط ستاره شناس آلبرت مارت در ۱۶ اکتبر ۱۸۶۳ کشف شد.